# Португальсько-іспанські відносини
Португа́льсько-іспа́нські  відно́сини (порт. Relações entre Portugal e Espanha) — двосторонні відносини між державами Португалія та Іспанія у галузі міжнародної політики, економіки, освіти, науки, культури тощо. Сягають ХІІ століття. Відправною точкою є Саморський договір 1143 року за яким Португалія відокремилася від Леонського королівства, попередника Іспанії. Обидві країни займають переважну більшість Піренейського півострова. Останніми роками Португалія й Іспанія підтримують дружні відносини, проте сторіччями вели війни і мають неврегульовані територіальні питання. Обидві країни є членами Європейського Союзу, Єврозони, Шенгенської зони і НАТО. Іспанія — єдина країна, з якою Португалія має сухопутний кордон.

## Історія

### Реконкіста
Португалія стала незалежним королівством в 1139. У 1143 вона була визнана королем Леона і Кастилії — Альфонсо VII, а в 1179 — папою Олександром III.
Прийнято вважати, що сучасного вигляду Іспанія набула в 1479, після союзного об'єднання Кастилії і Арагони, хоча об'єднання Іспанії істворення однієї національної держави відбулося в епоху Просвітництва. До об'єднання, на Піренейському півострові розташовувалися царства, яких називали іспанськими, хоча це не була офіційна назва. Лише згодом, в конституції 1812 року було прийнято називати населення півострову іспанцями, використовувати титул «короля Іспанії». А 1876 року була прийнята офіційна назва королівства «Іспанія». Португалія, Кастилія і Арагон були союзниками в Реконкісті, і разом відвойовували землі від мусульманських маврів на півдні Піренейського півострова. Відвоювання Португалії закінчилося 1249 року, в той час, як територія Іспанії була повністю відвойованою в 1492 році. Після смерті Мігеля де Паза, принца Португалії, Астурії, Жирони і Віана, 1500 року зникли всі надії об'єднати всі Іберійські царства.

### Експансія
В XV столітті, володіючи потужним флотом, королівства Португалії та Кастилії розпочинають досліджувати світ за межами Європи, посилаючи своїх дослідників в Африку та Азію. 1492 року, після першої подорожі Христофора Колумба до Карибського басейну, обидві держави починають набувати землі на території Нового Світу. За Тордесільяським договором (1494 р.) до колоніальних володінь Португалії відійшли такі території як Бразилія (більша частина Південної Америки), а також ряд володінь в Африці та Азії, в той час як Кастилія взяла решту Південної Америки. Ця лінія демаркації приблизно розташовувалася між островами Зеленого Мису. Тордесільяський договір повинен був розділити володіння між країнами, та згодом були укладені нові договори, для створення сучасних кордонів Бразилії та розмежування азійських володінь (договір Сарагоса 1529 р).

### Іберійський союз
1578 року в битві проти марокканців і турків, при Елькасер-Кебір, загинув король Португалії Себастьян. Через відсутність спадкоємців, престол наслідує двоюрідний дядько Себастьяна — Генрі, який правив до своєї смерті (31 січня 1580 року). У Генрі також не було спадкоємців, і його смерть викликала кризу престолонаслідування, основними претендентами на корону були король Іспанії Філіп II і настоятель Крато Антоній. Філіп був коронований 1581 року, після укладення Іберійської унії. Після трирічної війни за португальську корону, опір Антонія і його союзників послабився, і союз було об'єднано.

### Реставраційна війна
Іберійський союз тривав майже 60 років, поки в 1640 Португалія не розпочала війну за незалежність проти Іспанії. Португалія об'єдналася в військовий альянс з Великою Британією, в той час як Іспанія, через договір з Бурбонами, об'єдналася з Францією. 
1762 року під час Семирічної війни Іспанія намагалася захопити Португалію, проте невдало. У 1777 році між державами виникає новий конфлікт, через кордони своїх володінь в Південній Америці.

### ХІХ ст.
У 1807 році король Іспанії і його французькі союзники вдерлися в Португалію, використавши маршрут, який проходив через іспанську територію. Однак згодом французи захоплюють обидві країни, а королівська сім'я тікає в португальські колонії Бразилії. Після цього, вперше за століття, Іспанія та Португалія об'єднуються в боротьбі проти Франції. Об'єднавшись з військами Британії, під командуванням сера Артура Велсі, після тривалого конфлікту, відомого як іспансько-французька війна, 1813 року, починають просуватися углиб Іспанії. На початку 19-го століття, після падіння Наполеона у країн значно погіршуються зв'язки, конфлікт декілька раз був близьким до воєнного. Після закінчення іспансько-французької війни, Португалія та Іспанія втратили свої американські колонії, що серйозно послабило їхні позиції на міжнародній арені.

## Війни
- Португальсько-іспанські війни

## Договори
- 1137: Туйський договір — завершення португальсько-леонської війни, упокорення Португалії.
- 1143: Саморський договір — визнання королівства Португалії Леонським королівством.
- 1267: Бадахоський договір — встановлення португальсько-кастильського кордону по Гвадіані
- 1297: Альканісеський договір — встановлення нового португальсько-кастильського кордону.
- 1382: Елваський договір — закінчення португальсько-кастильської війни.
- 1383: Салватеррський договір — династична унія Португалії й Кастилії.
- 1497: Алкасоваський договір — розподіл територій в Атлантиці.
- 1668: Лісабонський договір — закінчення Реставраційної війни, визнання незалежності Португалії Іспанією.

## Територіальні суперечки
- Олівенса
- Дикі острови